# Jorja Fox
Jorja-An Fox (New York, 7 luglio 1968) è un'attrice statunitense, nota per i ruoli di Maggie Doyle in E.R. - Medici in prima linea e di Sara Sidle in CSI - Scena del crimine.

## Biografia
Fox è nata a New York City da genitori originari di Montreal, Edward e Marilyn Fox, ed è di origini franco-canadesi, belghe e irlandesi. È cresciuta su una stretta isola della barriera a Melbourne Beach, in Florida. Ha un fratello maggiore, Jeff. Si descrive come sovrappeso durante la crescita, con un vistoso diastema. All'età di 20 anni, ha detto "lascia perdere".
Dopo aver frequentato la Melbourne High School per due anni, ha iniziato la carriera di modella dopo aver vinto un concorso locale. Successivamente si è iscritta come studentessa di recitazione al Lee Strasberg Institute di New York City, sotto la tutela dell'attore William Hickey.
Dopo aver recitato in film di secondo piano, recita in un episodio di Law & Order, ma la prima vera occasione le arriva nel 1996, quando interpreta il ruolo della dott. Maggie Doyle nella serie TV E.R. - Medici in prima linea, ruolo che ricopre fino al 1999.
Successivamente recita nel film di Christopher Nolan Memento al fianco di Guy Pearce, e recita in alcuni episodi della serie West Wing - Tutti gli uomini del Presidente. Ma la vera e propria notorietà arriva grazie al ruolo di Sara Sidle in CSI - Scena del crimine.
È vegetariana e ha posato per una pubblicità animalista della PETA in favore del vegetarianismo.

### Attivismo e politica
Fox è una supportatrice della campagna per i diritti umani. Ha una borsa a lei intitolata dalla società di Montréal Matt & Nat, che disegna borse vegane. Fox ha assistito e letto al lancio del libro di Los Angeles di Karen Dawn's Thanking The Monkey, ed è stata vista su Access Hollywood mentre discuteva che l'essere vegetariani aiuti l'ambiente. Nel 2008, Fox si è offerta volontaria per filmare un annuncio di servizio pubblico per Orangutan Outreach senza scopo di lucro con sede a New York, che supporta Borneo Orangutan Survival e altri progetti volti a garantire la sopravvivenza continua dell'orangutan. La clip di 30 secondi è stata mostrata su Animal Planet durante la pluripremiata serie Orangutan Island.

## Filmografia

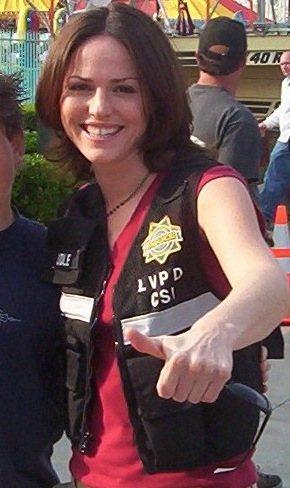
Jorja Fox sul set di CSI - Scena del crimine (2004)

### Attrice

#### Cinema
- The Kill-Off, regia di Maggie Greenwald (1989)
- Happy Hell Night, regia di Brian Owens (1992) - non accreditato
- Dead Funny, regia di John Feldman (1994)
- Gangster per gioco (The Jerky Boys), regia di James Melkonian (1995)
- How to Make the Cruelest Month, regia di Kip Koenig (1998)
- Velocity Trap, regia di Phillip J. Roth (1999)
- Forever Fabulous, regia di Werner Molinsky (1999)
- The Hungry Bachelors Club, regia di Gregory Ruzzin (1999)
- Memento, regia di Christopher Nolan (2000)
- Down with the Joneses, regia di John Curry (2003)
- Next Exit, regia di George Valdez (2005)
- 3 Weeks to Daytona, regia di Bret Stern (2011)
- 3022, regia di John Suits (2019)
- La mappa delle piccole cose perfette (The Map of Tiny Perfect Things), regia di Ian Samuels (2021)

#### Televisione
- ABC Afterschool Specials – serie TV, episodi 20x2-20x3-20x4 (1992)
- Lifestories: Families in Crisis – serie TV, episodio 1x7 (1993)
- Law & Order - I due volti della giustizia (Law & Order) – serie TV, episodio 3x20 (1993)
- Persone scomparse (Missing Persons) – serie TV, 17 episodi (1993-1994)
- Courthouse – serie TV, episodio 1x1 (1995)
- Alchemy, regia di Suzanne Myers – film TV (1995)
- Ellen – serie TV, episodio 4x22 (1997)
- House of Frankenstein – serie TV, episodi 1x1-1x2 (1997)
- E.R. - Medici in prima linea (ER) – serie TV, 33 episodi (1996-1999)
- West Wing - Tutti gli uomini del Presidente (The West Wing) – serie TV, 5 episodi (2000)
- CSI - Scena del crimine (CSI: Crime Scene Investigation) – serie TV, 296 episodi (2000-2015) – Sara Sidle
- Drop Dead Diva – serie TV, episodio 1x6 (2009)
- CSI: Immortality, regia di Louis Shaw Milito – film TV (2015)
- CSI: Vegas - serie TV, 10 episodi (2021)

### Doppiatrice
- CSI: Crime Scene Investigation – videogioco (2003)
- CSI: Dark Motives – videogioco (2004)

## Doppiatrici italiane
Nelle versioni in italiano delle opere in cui ha recitato, Jorja Fox è stata doppiata da:
- Tiziana Avarista in CSI - Scena del crimine, CSI: Immortality, CSI: Vegas
- Laura Boccanera in Persone scomparse, West Wing - Tutti gli uomini del Presidente
- Mavi Felli in E.R. - Medici in prima linea
- Elena Canone in 3022